# 西里尔环形山
西里尔环形山(Cyrillus)是月球正面位于酒海西北岸一座古老的大撞击坑，约形成于酒海纪，其名称取自埃及基督教注释家及善辩者亚历山大的西里尔(公元376年-公元444年)，1935年被国际天文学联合会批准接受。

## 描述

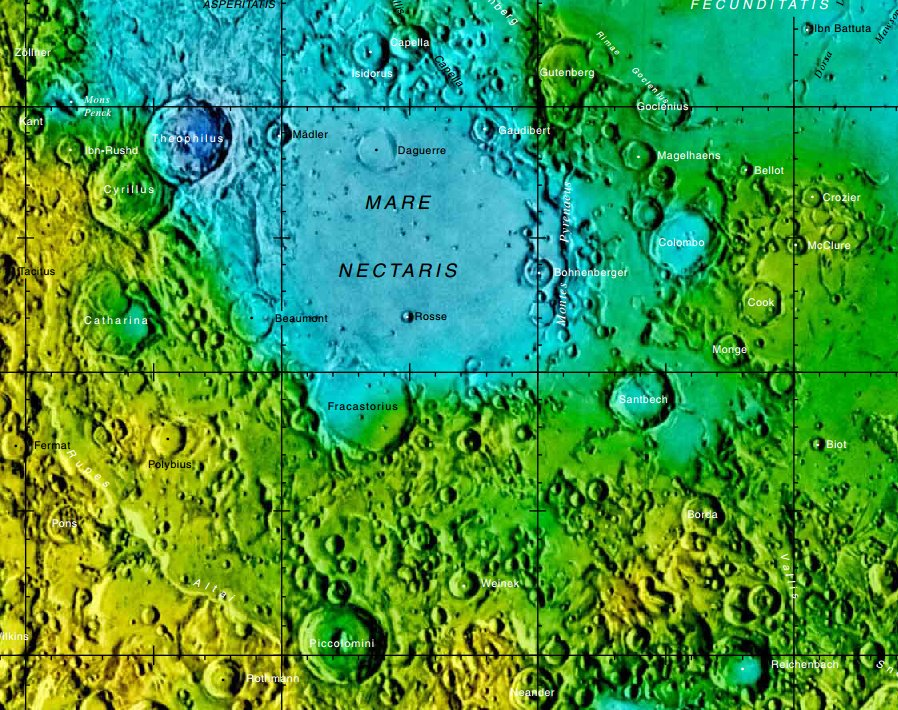
西里尔环形山周边图，月球正面区域详图。

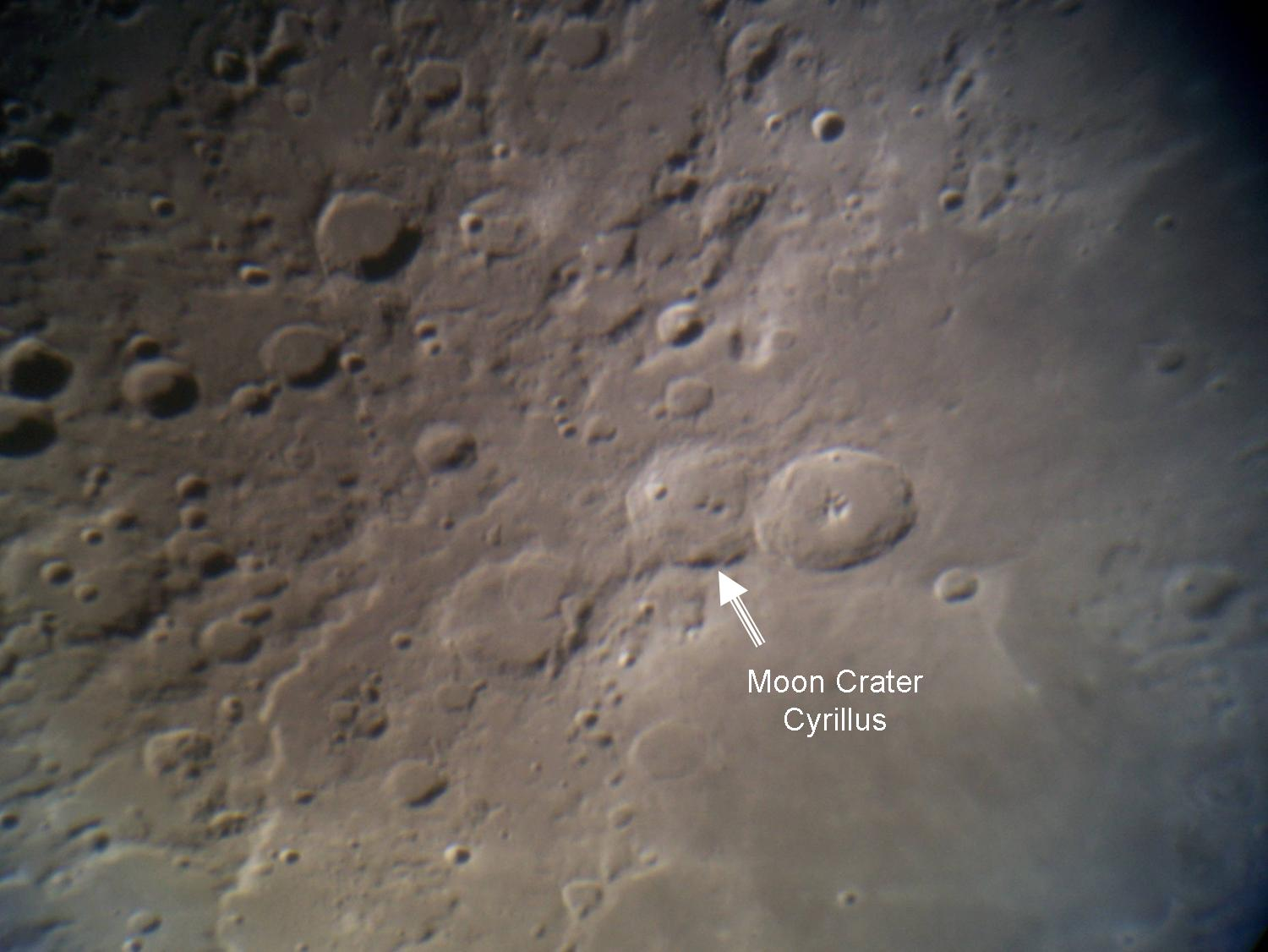
西里尔环形山的位置

该陨坑西北毗邻伊本·鲁世德陨石坑、东北侧被西奥菲勒斯环形山部分覆盖；博蒙环形山位于它的东南；西南及西南偏南分别坐落着塔西陀陨石坑和凯瑟琳环形山。另外，西里尔环形山的东南濒临酒海，西南则延伸着阿布·菲达链坑。该陨坑中心月面坐标为13°17′S 24°04′E / 13.29°S 24.07°E，直径98.09公里，深度约2.851公里。
西里尔环形山外观呈多边形状，因存续时间悠久而损毁严重。东北侧随西奥菲勒斯环形山的切入而内凹，南侧壁一处裂口连接了一条宽阔的月谷。陨坑壁已磨损难辨，部分坑壁边缘已变得平直，尤其是东南侧最明显。坑壁平均高出周边地形1470米，内部容积约有9489.21公里³。碗状的坑底崎岖不平，东部区地表上分布有数道沟壑，并布满西奥菲勒斯环形山形成时溅射的岩石；西部区坐落着一座呈梨形状的醒目大陨坑-卫星坑"西里尔 A"；坑底中央是由斜长岩构成的隆起区，偏东北矗立着三座高出坑底1000米的圆形山峰-"西里尔阿尔法"(α)、"西里尔德尔塔"(δ)和"西里尔艾塔"(η)。一束来自阿布·菲达环形山明亮射纹系统的光束穿过了西里尔环形山。

## 卫星陨石坑
按惯例，最靠近西奥菲勒斯环形山的卫星坑在月图上以字母标注在该坑中心点的旁边。
| 西里尔 | 纬度     | 经度     | 直径      |
| ------ | -------- | -------- | --------- |
| A      | 13.77° S | 23.12° E | 13.69公里 |
| C      | 12.36° S | 21.50° E | 11.75公里 |
| E      | 15.90° S | 25.31° E | 10.46公里 |
| F      | 15.32° S | 25.49° E | 43.90公里 |
| G      | 15.66° S | 26.63° E | 7.76公里  |

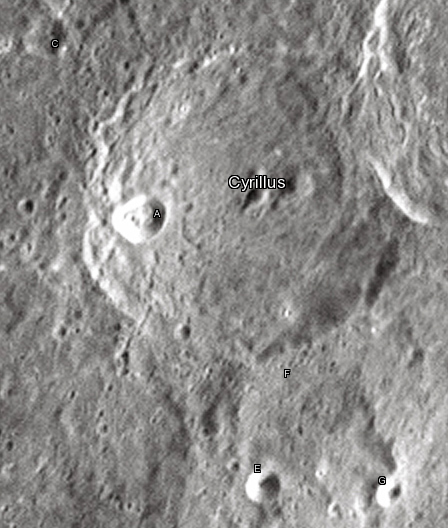
周边卫星坑图

- 卫星坑"西里尔 B"已被国际天文学联合会更名为伊本·鲁世德陨石坑.
- 卫星坑"西里尔 A"和"西里尔 G"已被月球和行星观测协会(ALPO)列入《带有明亮射纹系统的撞击坑列表》[9]；
- 卫星坑"西里尔 F"被月球及行星观测者协会(ALPO)列入《内侧壁坡带有暗黑辐射纹的撞击坑列表》[10]。

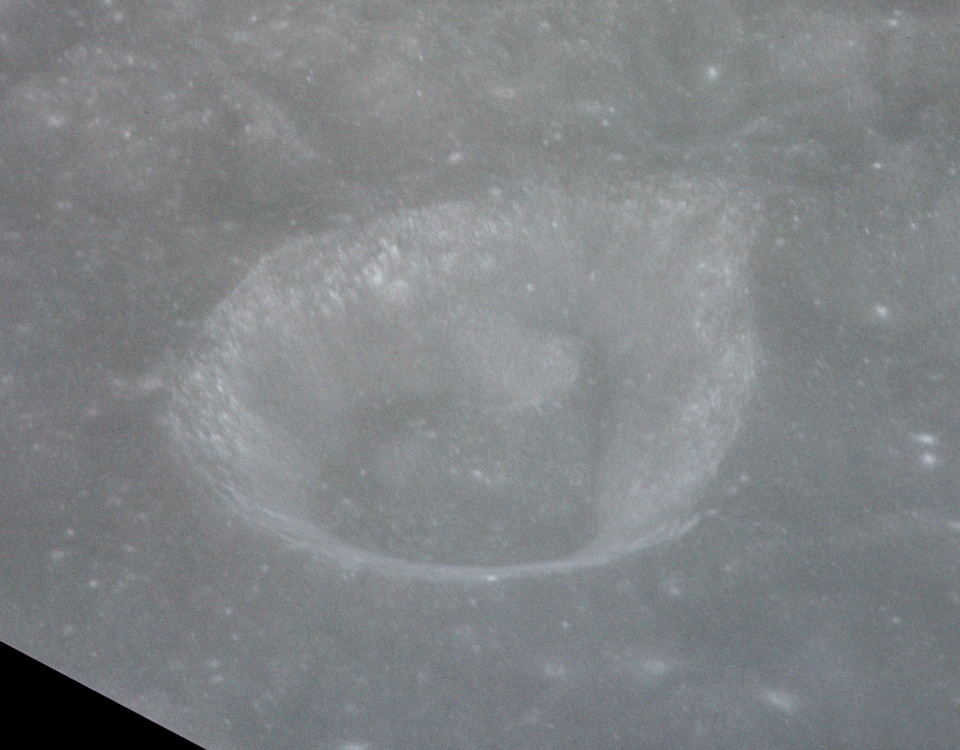
卫星坑"西里尔 A"，阿波罗14号拍摄，面朝西南
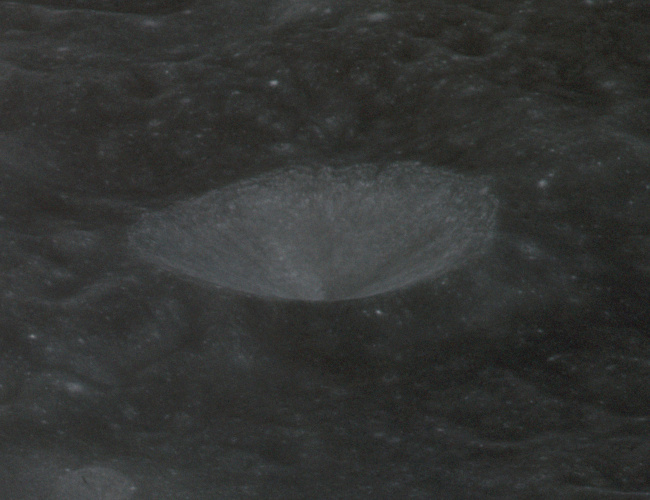
卫星坑"西里尔 E"，阿波罗14号拍摄，面朝西南
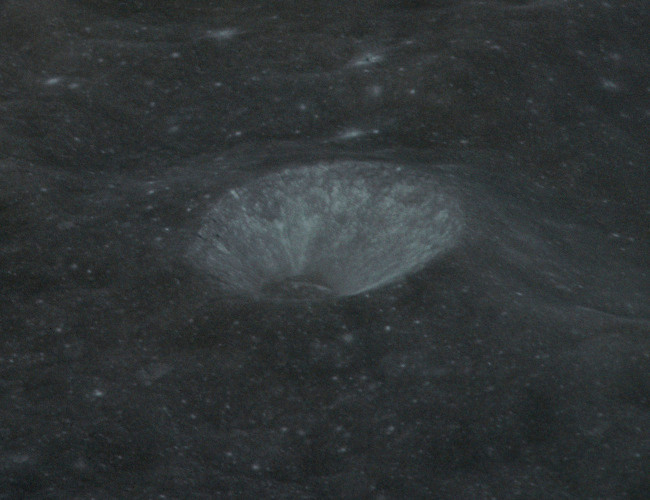
卫星坑"西里尔 G"，阿波罗14号拍摄，面朝西南